# Arneplaat
Arneplaat is een klein onbewoond eiland in het Veerse Meer in de Nederlandse provincie Zeeland.

## Kenmerken
Arneplaat is een eiland gelegen tegenover de Zeeuwse plaats Veere. Het eiland is tegenwoordig grotendeels beplant met bos en bestaat gedeeltelijk uit weidegebied. Het eiland is in handen van de Vereniging Natuurmonumenten die het eiland beheert. Het beheer van het water is in handen van Waterschap Scheldestromen. Het eiland is net als de Zeeuwse Eilanden Mosselplaat, Goudplaat, Haringvreter en Aardbeieneiland onbewoond en vrij toegankelijk voor de (water-)recreatie. In 2011 heeft het waterschap nieuwe steigers aangelegd. Hierdoor kunnen schepen met een grotere diepgang nu ook afmeren.